# 愛香梨央
愛香 梨央（あいか りょう）は、日本の元漫画家、元イラストレーター。現：介護職員、生活相談員。

## 人物
動物が好きで犬と2匹の猫を飼っている。趣味はバイク

## 作品リスト

### 漫画
- その指で奏でて（雑誌あぶ☆LOVE）
- パイレーツオブパラダイス